# Joan Rosazza
Joan Ann Rosazza (Torrington, 19 maggio 1937) è un'ex nuotatrice statunitense.

## Carriera
Assieme alle compagne Sylvia Ruuska, Shelley Mann e Nancy Simons vinse la medaglia d'argento nella 4x100m stile libero alle Olimpiadi di Melbourne.

## Palmarès
- Giochi olimpici:

Melbourne 1956: argento nella 4x100m stile libero.